# Phorbanta
Phorbanta is een geslacht van wantsen uit de familie van de Acanthosomatidae (Kielwantsen). Het geslacht werd voor het eerst wetenschappelijk beschreven door Carl Stål in 1867.

## Soorten
Het genus is monotypisch en bevat alleen de volgende soort:

- Phorbanta variabilis (Signoret, 1864)